# Бжезіни (Рицький повіт)
Бжезіни (пол. Brzeziny) — село в Польщі, у гміні Стенжиця Рицького повіту Люблінського воєводства.
Населення — 426 осіб (2011).
У 1975-1998 роках село належало до Люблінського воєводства.

## Демографія
Демографічна структура станом на 31 березня 2011 року:
|          | Загалом | Допрацездатний вік | Працездатний вік | Постпрацездатний вік |
| -------- | ------- | ------------------ | ---------------- | -------------------- |
| Чоловіки | 215     | 34                 | 153              | 28                   |
| Жінки    | 211     | 55                 | 115              | 41                   |
| Разом    | 426     | 89                 | 268              | 69                   |